# Eugene McCarthy
Eugene Joseph "Gene" McCarthy (29. marts 1916 – 10. december 2005) var en amerikansk politiker, Kongres-medlem og præsidentkandidat i 1968. Han var medlem af Repræsentanternes hus fra 1949–1959 og Senatet fra 1959–1971.
Citat fra Eugene McCarthy: "At være politiker er som at være fodboldtræner. Man skal være tilstrækkelig klog til at forstå spillet og tilstrækkelig dum til at synes, det er vigtigt."